# Mały Las
Mały Las – wieś w Polsce położona w województwie mazowieckim, w powiecie żuromińskim, w gminie Lubowidz. Ma status sołectwa.
W latach 1975–1998 miejscowość administracyjnie należała do województwa ciechanowskiego.

## Historia
Przed rokiem 1880 w skład wsi włościańskiej wchodziły 172 morgi ziemi uprawnej i 6 budynków mieszkalnych które zamieszkiwało 76 osób.
Wieś należała do parafii św. Marcina w Zielonej (do której należy do dziś), gminy Zielona (obecnie Lubowidz) i powiatu mławskiego (obecnie żuromińskiego).